# Kasseler System

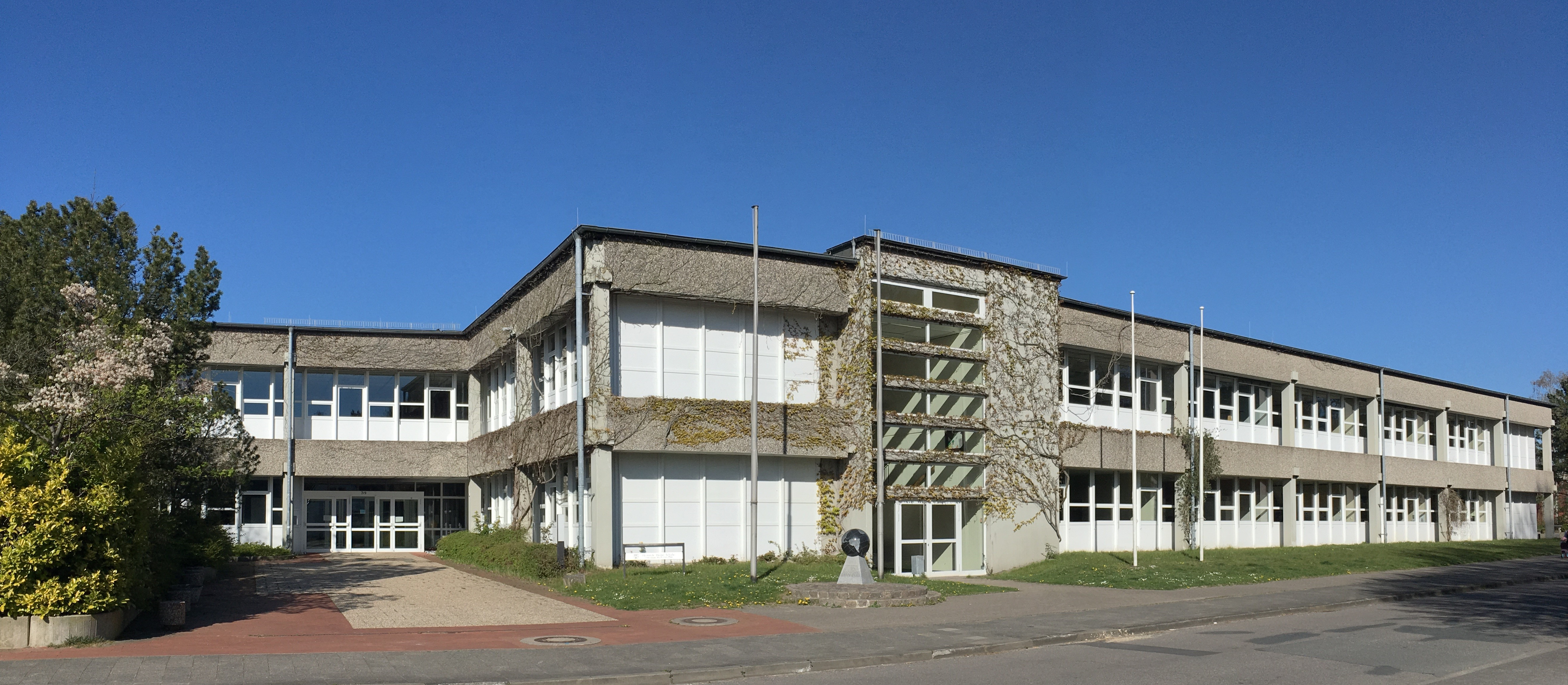
Nach dem Kasseler System errichtete Schule in Heikendorf, gut erkennbar die vor den Fassadenelementen stehenden Stützen

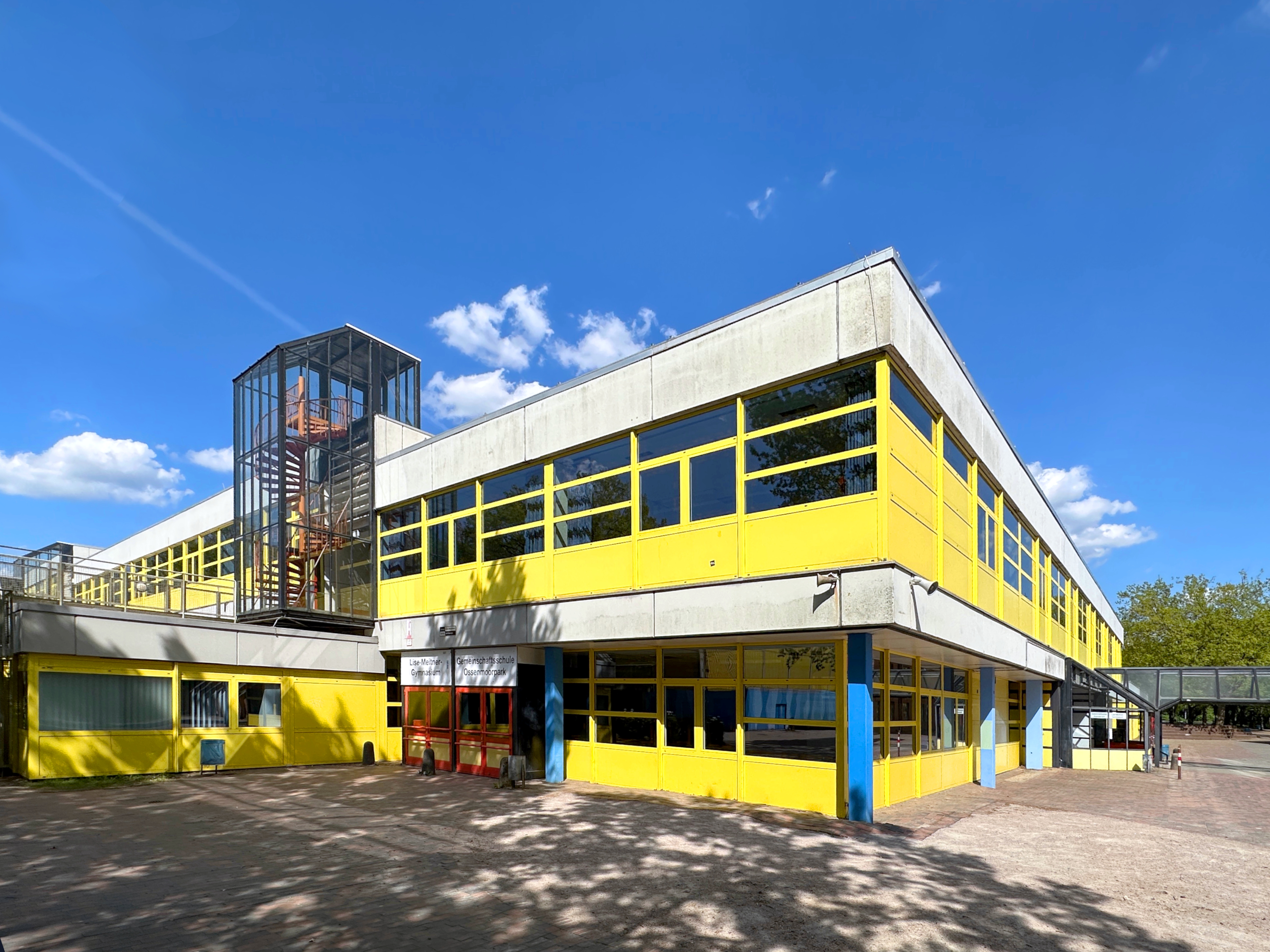
Beispiel aus Norderstedt, typische ein- bis zweigeschossige Ausführung

Als Kasseler System (teils Kasseler Modell) wird ein Entwurfs- und Montagesystem für den Schulbau bezeichnet, das in den 1970er Jahren bei vielen Schulneubauten in Deutschland angewandt wurde.

## Geschichte
1974 wurde in Niedersachsen mittels der Schulbaurichtlinien ein Planungsraster von 60 × 60 cm vorgegeben. Das Ausbaurastermaß sollte 1,20 cm betragen, das Tragkonstruktionsmaß als Vielfaches davon 8,40 × 8,40 m. Die Deckenhöhe war mit 4,10 m festgesetzt.
Das Kasseler System wurde ursprünglich von Braun & Säckl für Schulen in Nordhessen entwickelt. In Schleswig-Holstein sollten mehr als 50 Schulen nach dem System gebaut werden.
Nachdem in einigen Räumen des Schulzentrums Mühlenredder in Reinbek eine erhöhte Asbestkonzentration festgestellt wurde, empfahl 2019 die Landesregierung von Schleswig-Holstein den Schulträgern von Schulbauten des Kasseler Modells ihre Liegenschaften auf Asbestbelastung zu prüfen.

## Bauweise
Das System besteht aus industriell vorgefertigten Bauelementen aus Stahlbeton, in die auf der Baustelle Brüstungen, Fenster und nichttragende Wände eingehängt werden. Das System ist konstruktiv auf ein Rastermaß von 1,20 m ausgelegt, übliche Spannbreiten sind 7,20, 8,40 und 9,60 m. Das Kasseler System war für die Errichtung von großen Schulen mit mehr als 1000 Schülern bestimmt, dabei sollten die Baukosten gering und die Bauzeit kurz gehalten werden.

## Sanierungsbedarf
Wegen der konstruktiv bedingten schlechten Wärmedämmung und der Verwendung von Asbest sind viele dieser Schulbauten inzwischen sanierungsbedürftig. Zudem ergeben sich aus den großen Tiefen der Baukörper schlecht oder nur künstlich belüftete Räume, was bei Sanierungen durch Teilabriss oder nachträgliche Schaffung von Lichthöfen korrigiert wird.

## Beispiele
Die folgende von Schulbauten nach dem Kasseler System erhebt keinen Anspruch auf Vollständigkeit, allerdings muss die Zuordnung des Schulbaus zur Bauart belegt sein. Legende:
- BL: Bundesland des Standorts des Schulbaus (Abkürzung)
- Stadt / Gemeinde: Stadt des Standorts des Schulbaus
- Kreis: Kreis bzw. Landkreis
- Lage: Lage des Schulstandorts, mit Koordinaten verlinkt, darin auch die Adresse. Eine Karte mit allen Koordinaten ist im Artikel verlinkt.
- Name: heutiger Nutzer des Schulbaus
- Jahr: Baujahr des Schulbaus, definiert als Jahr der Abnahme.
- Bild: Link auf Commons-Kategorie zum Schulstandort: „Ja“, dort gibt es Bilder der entsprechenden Schulbauten; „–“, keine Bilder der Schulbauten nach dem Kasseler System, aber Informationen zum Schulbau
- Anmerkungen: Bauzustand, Denkmalschutz, Sanierung.

Bei abgerissenen Schulbauten nach dem Kasseler System ist die entsprechende Zeile grau hinterlegt.
| BL | Stadt / Gemeinde | Kreis      | Lage | Name                       | Jahr | Bild | Anmerkungen       |  |
| -- | ---------------- | ---------- | ---- | -------------------------- | ---- | ---- | ----------------- |  |
| BY | Sonthofen        | Oberallgäu | Lage | Gymnasium Sonthofen        | 1974 |      | 2009/12 saniert   |  |
| SH | Ahrensburg       | Stormarn   | Lage | Schulzentrum am Heimgarten | 1977 |      | Abriss geplant    |  |
| SH | Glinde           | Stormarn   | Lage | Schulzentrum Glinde        | 1976 |      | 2005-11 saniert   |  |
| SH | Heikendorf       | Plön       | Lage | Heinrich-Heine-Gymasium    | 1973 |      | Abriss geplant    |  |
| SH | Henstedt-Ulzburg | Segeberg   | Lage | Alstergymnasium            | 1978 |      | Abriss geplant    |  |
| SH | Norderstedt      | Segeberg   | Lage | Schulzentrum Nord          | 1972 | Ja   | Sanierung geplant |  |
| SH | Norderstedt      | Segeberg   | Lage | Schulzentrum Süd           | 1972 | Ja   | Abriss geplant    |  |
| SH | Reinbek          | Stormarn   | Lage | Schulzentrum Mühlenredder  | 1974 |      | 2019–22 saniert   |  |